# Ctenucha braganza
Ctenucha braganza là một loài bướm đêm thuộc phân họ Arctiinae, họ Erebidae.